# 朽木智綱
朽木 智綱（くつき ともつな）は、江戸時代前期の交代寄合。

## 生涯
朽木宣綱の長男。寛永11年（1634年）3月26日はじめて3代将軍徳川家光に謁見する。万治2年（1659年）12月23日に家督を相続して、父の遺領のうち弟の良綱に1000石、元綱に700石をそれぞれ分与し、残りの4770余石を知行した。寛文8年（1668年）12月14日に隠居し、子の定朝に家督を譲った。また同月23日、相州行光の脇差を献上している。寛文11年（1671年）6月6日、朽木にて没した。享年74。法名紹心。